# Rhinobatos leucospilus
Rhinobatos leucospilus är en rockeart som beskrevs av Norman 1926. Rhinobatos leucospilus ingår i släktet gitarrfiskar, och familjen Rhinobatidae. IUCN kategoriserar arten globalt som otillräckligt studerad. Inga underarter finns listade i Catalogue of Life.